# Tramwaje w Taszkencie

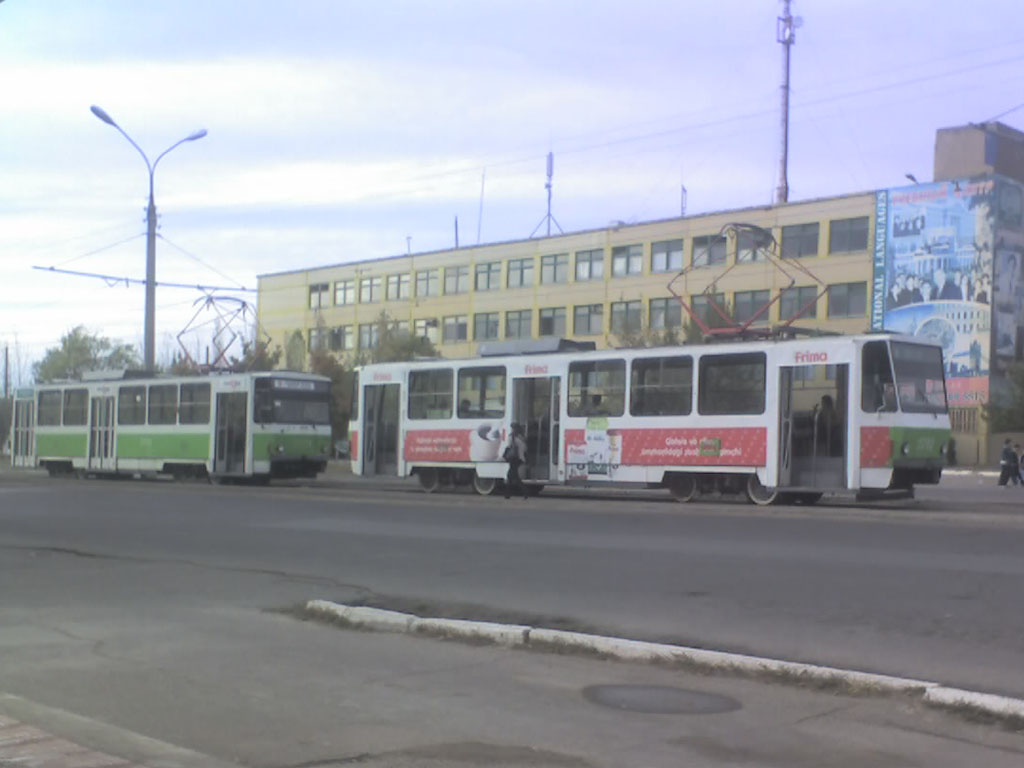
Tramwaje Tatra T6B5

Tramwaje w Taszkencie − system komunikacji tramwajowej w Taszkencie w Uzbekistanie, zlikwidowany w 2016 roku.

## Historia
Tramwaje w Taszkencie uruchomiono 31 marca 1901 jako tramwaje konne, wąskotorowe (1000 mm). Drugą linię tramwajową otwarto 5 kwietnia 1903. Prace nad elektryfikacją linii tramwajów konnych rozpoczęto w 1911, a trakcję elektryczną uruchomiono 29 grudnia 1912. 10 września 1918 ruch tramwajów został wstrzymany z powodu braku prądu. Pierwsze nieregularne kursy wznowiono w 1920. Natomiast regularne kursy przywrócono 22 września 1922 na trzech trasach:
- Вокзал – Старый город
- Госпиталь – Пушкинская
- Московская – Бешагачская

W 1926 przyjęto nowy plan rozbudowy sieci tramwajowej, realizowany w następnych latach. Od 1929 rozpoczęto eksploatować tramwaje towarowe. Przebudowę tras z szerokości 1000 mm na 1524 mm rozpoczęto w 1934. W 1940 w Taszkencie było 41,6 km tras szerokotorowych i 28,2 km wąskotorowych. Rozbudowę linii tramwajowych przerwano w latach 1945–1957, kiedy to przebudowywano istniejące linie. We wrześniu 1968 zakończono eksploatację linii wąskotorowych. Z powodu braku miejsca w zajezdni nr 2, w 1978 rozpoczęto budowę tej zajezdni w innym miejscu, która została zakończona na początku 1987 roku.
17 marca 2011 otwarto nową trasę linii nr 9. Wówczas rozpoczęto budowę kolejnej trasy wzdłuż Самарканд Дарбаза, którą otwarto 8 maja 2011, natomiast rozebrana została dawna trasa linii 9. Po trasie oddanej do eksploatacji 8 maja 2011 kursowała nowa linia nr 8: Бешкайрагач — Самарканд Дарбаза — Октепа — Завод РЭТ. 25 czerwca 2011 otwarto trasę Бешкайрагач – ТКАД – Массив Ибн Сино, na której uruchomiono nową linię nr 26 relacji Северный Вокзал – Массив Куйлюк-6. Tego samego dnia linię nr 9 skrócono do pętli Dworzec północny. 25 sierpnia otwarto trasę tramwajową Махалли Бешкайрагач − Массива Ибн Сино-2 przez Зиё Саида, ТКАД, Проект Г-30 i uruchomiono nową linię nr 12 na trasie Бешкайрагач — Метро Беруни. W tym czasie na terenie miasta planowano powstanie 16 km nowych tras tramwajowych i likwidację 26 km w centrum miasta. W 2011 wybudowano trzy nowe trasy: ulica Taraqqiyot – ulica Mukimi (7,1 km), wzdłuż ulicy Samarkand Darvoza (2,7 km) i ulica Beshqayragach − Ibn Sino (3,8 km), a prace trwały na linii o długości 2,5 km z Fargona Yuli do ulicy Alimkent. Ponadto planowano budowę dwóch kolejnych linii:
- dworzec kolejowy − Yangiobod
- Kuylyuk − stacja metra Chkalov[2]

W sierpniu 2015 i w styczniu 2016 roku dokonano zamknięcia znacznej części sieci, zamknięto także jedną z zajezdni. 29 marca 2016 roku władze Taszkentu podjęły decyzję o zaprzestaniu eksploatacji sieci tramwajowej w sierpniu tego samego roku i jej likwidacji do końca roku. Zapowiedziano też wprowadzenie okresu przejściowego, tj. uruchomienie 5 kwietnia równolegle do linii tramwajowych linii autobusowych. W chwili podjęcia decyzji o likwidacji sieć obejmowała sześć linii. Ostatnia linia nr 17 została jednak zamknięta już 2 maja 2016 roku.

## Zajezdnie
Przed 2016 w Taszkencie działały dwie zajezdnie tramwajowe:
- zajezdnia tramwajowa nr 1 – zamknięta w 2001
- zajezdnia tramwajowa nr 2 (75 wagonów)
- zajezdnia tramwajowo-trolejbusowa nr 3 (ostatnio na jej terenie znajdowała się wyłącznie zajezdnia tramwajowa) (47 wagonów)

## Tabor
Pierwsze tramwaje Gotha otrzymano w 1956, trafiło tam 6 sztuk. W lutym 1962 otrzymano pierwsze tramwaje KTM/KTP-2. W latach 60. XX wieku dostarczono także tramwaje LM-57 i RVZ-6. W czerwcu 1970 rozpoczęto eksploatację nowego typu tramwaju- LM-68. Pierwsze 12 tramwajów KTM-5 dotarły do miasta w czerwcu 1976. W 1977 w trzech zajezdniach były eksploatowane tramwaje:
- zajezdnia nr 1: LM-68, RVZ-6
- zajezdnia nr 2: LM-57, RVZ-6
- zajezdnia nr 3: RVZ-6, KTM-5

W 1983 do Taszkentu przybyły pierwsze czechosłowackie tramwaje Tatra T3. W latach 1993–1998 otrzymano 80 tramwajów T6B5 i 51 sztuk KTM-8. Zastąpiły one tramwaje KTM-5 i RVZ-6. Od 2007 kupowane były tramwaje KTM-19. W 2011 podpisano umowę z firmą PRAGOIMEX na dostawę 20 tramwajów Vario LF. Dwa pierwsze wagony miały zostać dostarczone w sierpniu, a pozostałe 18 w 2012. Dwa pierwsze wagony dostarczono 20 sierpnia. W 2016 tabor tramwajowy w Taszkencie składał się przede wszystkim z tramwajów Tatra T6B5, a także KTM-19, 71-402 i 71-403. Przed likwidacją sieci w eksploatacji znajdowało się 122 tramwajów liniowych:
| typ        | sztuk |
| ---------- | ----- |
| Tatra T6B5 | 34    |
| 71-402     | 1     |
| 71-403     | 1     |
| KTM-19KT   | 29    |
| Vario LF   | 20    |

Tabor techniczny składał się z 9 tramwajów, z czego 6 to tramwaje KTM-5. Tabor muzealny składał się z 3 wagonów konnych, 2 KTM-1 oraz 1 RVZ-6.